# 제노기어스
《제노기어스》(일본어: ゼノギアス 제노기아스[*], 영어: Xenogears)는 1998년에 스퀘어가 발표한 플레이스테이션용 롤플레잉 비디오 게임이다.